# Богом'ягково
Богом'я́гково (рос. Богомягково) — село у складі Шилкинського району Забайкальського краю, Росія. Адміністративний центр Богом'ягковського сільського поселення.

## Населення
Населення — 520 осіб (2010; 584 у 2002).
Національний склад (станом на 2002 рік):
- росіяни — 97 %